# 莽卡满族乡
莽卡满族乡是中华人民共和国吉林省长春市九台区下辖的一个民族乡。

## 行政区划
莽卡满族乡下辖以下村级行政区划单位：
舍岭村、三道村、七家村、松江村、石屯村、塔库村、邱家村、莽卡村、谢屯村、江西村、东哈村和张庄村。